# Araeoncus anguineus
Araeoncus anguineus är en spindelart som först beskrevs av Ludwig Carl Christian Koch 1869.  Araeoncus anguineus ingår i släktet Araeoncus och familjen täckvävarspindlar. Inga underarter finns listade i Catalogue of Life.